# Sainte-Florine
Sainte-Florine is een gemeente in het Franse departement Haute-Loire (regio Auvergne-Rhône-Alpes). De plaats maakt deel uit van het arrondissement Brioude. Sainte-Florine telde op 1 januari 2022 3.257 inwoners.

## Geografie
De oppervlakte van Sainte-Florine bedroeg op 1 januari 2022 7,67 vierkante kilometer; de bevolkingsdichtheid was toen 424,6 inwoners per km².

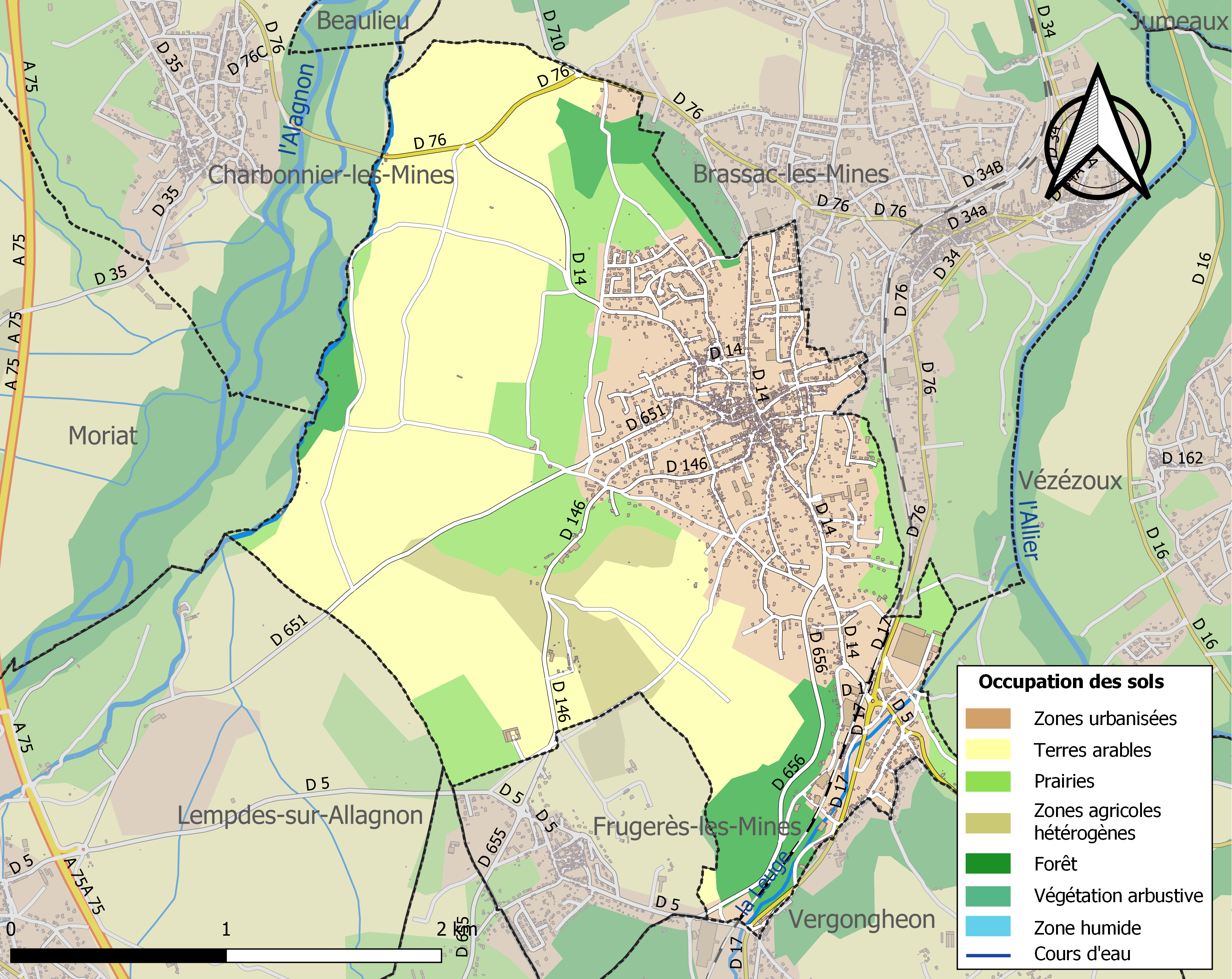
Kaart van de gemeente met de belangrijkste infrastructuur, bodemgebruik en omliggende gemeenten

## Demografie
Onderstaande figuur toont het verloop van het inwonertal (bron: INSEE-tellingen).